# Clasificación Internacional Uniforme de Ocupaciones
La Clasificación Internacional Uniforme de Ocupaciones (CIUO), también conocida por sus siglas en inglés ISCO, es una estructura de clasificación de la Organización Internacional del Trabajo (OIT) para organizar la información de trabajo y empleo. Es parte de la familia internacional de clasificaciones económicas y sociales de las Naciones Unidas. La versión actual, conocida como CIUO-08, se publicó en 2008 y es la cuarta iteración, después de la CIUO-58, CIUO-68 e CIUO-88.
La OIT describe el propósito de la clasificación CIUO como:
una herramienta para organizar los empleos en una serie de grupos claramente definidos en función de las tareas que comporta cada empleo. Está destinada tanto a los usuarios del campo de la estadística como a los usuarios orientados al cliente. Las principales aplicaciones orientadas al cliente las encontramos en la contratación de trabajadores a través de oficinas de empleo, en la gestión de migraciones de trabajadores entre países de duración corta o larga, así como en el desarrollo de programas de formación y orientación profesionales.
La CIUO es la base de muchas clasificaciones de ocupación nacionales, así como de aplicaciones en dominios específicos, tales como informes de educación, agricultura e información de salud laboral.

## La estructura de la CIUO-08
La CIUO-08 divide los empleos en diez grupos principales:
- 1 Directores y gerentes
- 2 Profesionales científicos e intelectuales
- 3 Técnicos y profesionales de nivel medio
- 4 Personal de apoyo administrativo
- 5 Trabajadores de los servicios y vendedores de comercios y mercados
- 6 Agricultores y trabajadores calificados agropecuarios, forestales y pesqueros
- 7 Oficiales, operarios y artesanos de artes mecánicas y de otros oficios
- 8 Operadores de instalaciones y máquinas y ensambladores
- 9 Ocupaciones elementales
- 0 Ocupaciones militares

Cada grupo está dividido en subgrupos principales, subgrupos y grupos primarios (no se muestra). Los criterios básicos utilizados para definir el sistema son las habilidades y nivel de especialización necesario para realizar de manera competente las funciones y obligaciones de las ocupaciones.
A continuación se muestran los grandes grupos y subgrupos principales

### Gran Grupo 1
- 11 Directores ejecutivos, personal directivo de la administración pública y miembros del poder ejecutivo y de los cuerpos legislativos
- 12 Directores administradores y comerciales
- 13 Directores y gerentes de producción y operaciones
- 14 Gerentes de hoteles, restaurantes, comercios y otros servicios
- 15 Gerentes de sistemas de Contabilidad

### Gran Grupo 2
- 21 Profesionales de las ciencias y de la ingeniería
- 22 Profesionales de la salud
- 23 Profesionales de la enseñanza
- 24 Especialistas en organización de la administración pública y de empresas
- 25 Profesionales de tecnología de la información y las comunicaciones
- 26 Profesionales en derecho, en ciencias sociales y culturales
- 27 Profesionales de HSEQ (SST)

### Gran Grupo 3
- 31 Profesionales de las ciencias y la ingeniería de nivel medio
- 32 Profesionales de nivel medio de la salud
- 33 Profesionales de nivel medio en operaciones financieras y administrativas
- 34 Profesionales de nivel medio de servicios jurídicos, sociales, culturales y afines
- 35 Técnicos de la tecnología de la información y las comunicaciones

### Gran Grupo 4
- 41 Oficinistas
- 42 Empleados en trato directo con el público
- 43 Empleados contables y encargados del registro de materiales
- 44 Otro personal de apoyo administrativo

### Gran Grupo 5
- 51 Trabajadores de los servicios personales
- 52 Vendedores
- 53 Trabajadores de los cuidados personales
- 54 Personal de los servicios de protección

### Gran Grupo 6
- 61 Agricultores y trabajadores calificados de explotaciones agropecuarias con destino al mercado
- 62 Trabajadores forestales calificados, pescadores y cazadores
- 63 Trabajadores agropecuarios, pescadores, cazadores y recolectores de subsistencia
- 64 Trabajadores de apoyos y asesores rurales

### Gran Grupo 7
- 71 Oficiales y operarios de la construcción excluyendo electricistas
- 72 Oficiales y operarios de la metalurgia, la construcción mecánica y afines
- 73 Artesanos y operarios de las artes gráficas
- 74 Trabajadores especializados en electricidad y la electrotecnología
- 75 Operarios y oficiales de procesamiento de alimentos, de la confección, ebanistas, otros artesanos y afines

### Gran Grupo 8
- 81 Operadores de instalaciones fijas y máquinas
- 82 Ensambladores
- 83 Conductores de vehículos y operadores de equipos pesados móviles

### Gran Grupo 9
- 91 Limpiadores y asistentes
- 92 Peones agropecuarios, pesqueros y forestales
- 93 Peones de la minería, la construcción, la industria manufacturera y el transporte
- 94 Ayudantes de preparación de alimentos
- 95 Vendedores ambulantes de servicios y afines
- 96 Recolectores de desechos y otras ocupaciones elementales
- 97 trabajos de ascensores
- 98 Trabajos culinarios o profesional de arte culinario

### Gran Grupo 0
- 01 Oficiales de las fuerzas armadas
- 02 Suboficiales de las fuerzas armadas
- 03 Otros miembros de las fuerzas armadas

## Adaptaciones nacionales

### España (CNO)
La Clasificación Nacional de Ocupaciones (CNO) es la adaptación nacional de la CIUO-08. La actualmente vigente es la CNO-11.